# عصر العجائب
عصر العجائب: كيف اكتشف الجيل الرومانسي جمال ورعب العلوم هو كتاب سيرة ذاتية شهير عن تاريخ العلم صدر عام 2008 كتبه ريتشارد هولمز. يصف المؤلف فيه الاكتشافات العلمية التي قام بها الموسوعيون في أواخر القرن الثامن عشر وكيف شكلت هذه الفترة الأساس للاكتشافات العلمية الحديثة. وينظر هولمز وهو كاتب سيرة أدبية إلى تأثير العلم على الفنون في العصر الرومانسي. فاز الكتاب بجائزة الجمعية الملكية للكتب العلمية لعام 2009، وجائزة دائرة نقاد الكتاب الوطنية للكتب الواقعية العامة لعام 2009، وجائزة التواصل الأكاديمي الوطني لعام 2010.

## ملخص
يركز هولمز تحديداً على حياة وأعمال السير جوزيف بانكس وعلماء مجال الفلك مثل ويليام وكارولين هيرشل وعالم الكيمياء هامفري دايفي وأشخاص آخرون مثل المستكشف الأفريقيّ مونجو بارك، 
كما يصف هولمز العلاقات بين العلماء في ذلك الوقت، والأيام الأولى للجمعية الملكية.  يتكرر في الكتاب موضوع العلاقة بين العلم والشعر في الحقبة الرومانسية، يُقارن الشاعر جون كيتس في قصيدته (عند النظر أولاً إلى هوميروس تشابمان) ووهو أول لقاء بشعر هوميروس واكتشاف هيرتشيل لأورانوس: "عندها شعرت بأني أحب أن أراقب السماء وذلك عندما يسبح كوكبٌ جديدُ ما في ملكوته" ويقول هولمز بأنه" "من بين أمور عدة استطاع كيتس الجمع بين العلم والشعر بطريقة شديدة التشويق" (٢٠٧)، عبّر كيتس عن مشاعره السلبية عن العلم في قصيدته (لمياء)؛ حيث اتهم فيها نيوتن في قصيدته "فك قوس قزح" وذلك بتقليصه إلى "قائمة مملة عن الأشياء الشائعة"، قال شاعر رومانسي آخر وهو صامويل تايلر كولريدج أنه حضر عدة محاضرات لهامفري دايفي لمعرفة (كيفية توسيع مخزونه من الاستعارات) وأُشير إلى دايفي ومونجو بارك بالإضافة إلى مستكشف القطب الشمالي ويليام باري من قبل بايرون في ملحمته الساخرة "دون جوان" كصور رمزية لعصره آنذاك.
ينظر هولمز إلى كيفية المناظرة حول المذهب الحيوي في رواية (فرانكنشتاين) لماري شيلي بقوله: "ألمعية ماري كانت أنها تستطيع رؤية هذه الأفكار الثقيلة والمُقلِقَة غالباً والتي بمقدورها توفير العديد من الاقتراحات العظيمة ذات الهيئة الخيالية واللعوبة.. هي بمقدورها أن تطوّر بالضبط ما قد غفل عنه السير وليام لورنس في محاضراته كما يُعرف بـ"النظرية أو الخيال" وبالفعل كان نوعاً جديداً من الخيال" مجلة الخيال العلمي (327).
يقوم هولمز بحفظ رواياته للأحداث في برحلات استكشافية عدة؛ فهي تُفتَتَح في عام 1769 بسفر جوزيف بانكس إلى تاهيتي في سفينة إتش إم إس انديفور، أما في الفصل السابق كان قد وصف إنشاء جون هيرشل لمرصد في مدينة كايب تاون يُستعمل لفهرسة نجوم المحور الجنوبي للكرة الأرضية في عام 1833 وفي عام 1836 قام اليافع تشارلز داروين بزيارة هيرتشيل عند عودته من أرخبيل غالاباغوس على متن سفينة إتش إم إس بيغل.
نُشر الكتاب عام 2008 بواسطة شركة هاربر كولينز للنشر في المملكة المتحدة ومن قبل دار نشر بانتيون في الولايات المتحدة عام 2009.

## استقبال الكتاب
حظي الكتاب بمراجعات جيدة وتربّع على لائحة قوائم الأفضل مبيعاً عام 2009 ومن ضمنها لائحة نيويورك تايمز لأفضل عشرة كتب، كتب مايك جاي من صحيفة الدايلي تيليغراف "إن العلماء مثل الشعراء يحتاجون إلى حس من التعجّب وحسٍ للتواضع وحس للفكاهة وهولمز يمتلك هذه الثلاث بوفرة" أما بيتر فوربس من صحيفة الاندبندت قال عن الكتاب:
"إن باطن قصص بانكس وهيرتشل ودايفي مشوّق للغاية وهي ما ترسم لوحة عن المغامرات الجريئة بين النجوم وعبر المحيطات وداخل أعمق المادة والشعر والنفس البشرية"